# Triolena paleolata
Triolena paleolata är en tvåhjärtbladig växtart som beskrevs av John Donnell Smith. Triolena paleolata ingår i släktet Triolena och familjen Melastomataceae.
Artens utbredningsområde är Guatemala. Inga underarter finns listade i Catalogue of Life.